# São Libório (título cardinalício)
São Libório (em latim, Sancti Liborii) é um título cardinalício instituído em 21 de fevereiro de 2001 pelo Papa João Paulo II.

## Titulares protetores
- Johannes Joachim Degenhardt (2001-2002)
- Peter Kodwo Appiah Turkson (2003-)